# Coates, Cambridgeshire
Coates är en by i Cambridgeshire i England. Byn är belägen 41 km 
från Cambridge. Orten har 2 235 invånare (2015).